# Polhovica
Polhovica je naselje u slovenskoj Općini Šentjerneju. Polhovica se nalazi u pokrajini Dolenjskoj i statističkoj regiji Donjoposavskoj regiji. 

## Stanovništvo
Prema popisu stanovništva iz 2002. godine naselje je imalo 42 stanovnika.